# Palmzweigpetition

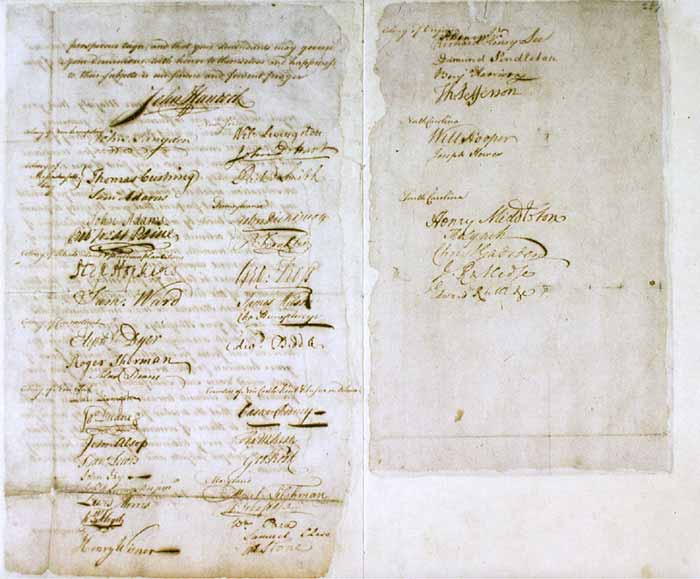
Unterschriften unter der Palmzweigpetition

Die Palmzweigpetition (Olive Branch Petition) vom 5. Juli 1775 war ein letzter Appell des Zweiten Kontinentalkongresses der 13 amerikanischen Kolonien an den britischen König Georg III., die Wirtschafts- und Steuerpolitik des britischen Mutterlandes diesen Kolonien gegenüber zu ändern.

## Geschichte
Die britische Krone hatte ab den sechziger Jahren des 18. Jahrhunderts wegen wachsender Staatsverschuldung Versuche unternommen, mehr Einnahmen aus den Kolonien zu ziehen. Dies führte zu wirtschaftlicher Not und Unmut bei den Kolonisten. Sie gründeten sogenannte Korrespondenzkomitees, die den Widerstand organisieren sollten. Ihr Credo war, dass nur ihre Kolonialparlamente, nicht aber das Parlament des Vereinigten Königreichs Steuern von ihnen verlangen konnte („No taxation without representation“). Die Meinungsverschiedenheiten eskalierten seit der Boston Tea Party vom 16. Dezember 1773 zur offenen gewaltsamen Auseinandersetzung; bei Lexington und Concord war es am 19. April 1775 bereits zu Gefechten zwischen Milizen der Rebellen und der britischen Kolonialarmee gekommen. Dennoch gab es unter der Bevölkerung eine bedeutende Fraktion, die weiterhin den Ausgleich mit dem König suchte. Als der Zweite Kontinentalkongress sich im Mai 1775 versammelte, drängte insbesondere John Dickinson auf Mäßigung und darauf, es sich nicht völlig mit dem König zu verscherzen. Zwar gab es gegen die Petition heftigen Widerstand insbesondere von Seiten der Kolonien in Neuengland, wo die Kämpfe ausgebrochen waren und zeitgleich mit der Abhaltung des Kongresses bei Bunker Hill andauerten, dennoch wurde das am 5. Juli verfasste Schriftstück am 8. Juli angenommen. Die Petition, deren Autor Dickinson war, betonte, dass es die Absicht der Unterzeichnenden sei, „weiteres Blutvergießen zu vermeiden“ und „bevorstehendes Unglück, das dem Britischen Reich droht“ abzuwenden. Man bekundete die fortdauernde Loyalität gegenüber dem König, dem man einen Waffenstillstand vorschlug, bis die Kolonialprobleme mit dem "Mutterland" geklärt wären. Der Appell, den die Palmzweigpetition gegenüber dem britischen König vorbringen wollte, erreichte London am 14. August, doch wollte Georg III. ihn nicht zur Kenntnis nehmen. Die Proclamation of Rebellion vom 23. August und die Thronrede Georgs III. vom 27. Oktober 1775 bestärkten die Vertreter der Unabhängigkeitsbewegung in ihrem Tun, während die Befürworter eines Ausgleichs nunmehr auf einem einsamen Posten standen bzw. ihre Meinung zugunsten der offenen Rebellion änderten.